# Crime vago
Crime vago é aquele em que o sujeito passivo é uma coletividade sem personalidade jurídica, ou seja, uma comunidade inteira e não apenas uma pessoa.  É o que ocorre no caso da poluição de um rio, por exemplo.